# مشاور سیاسی

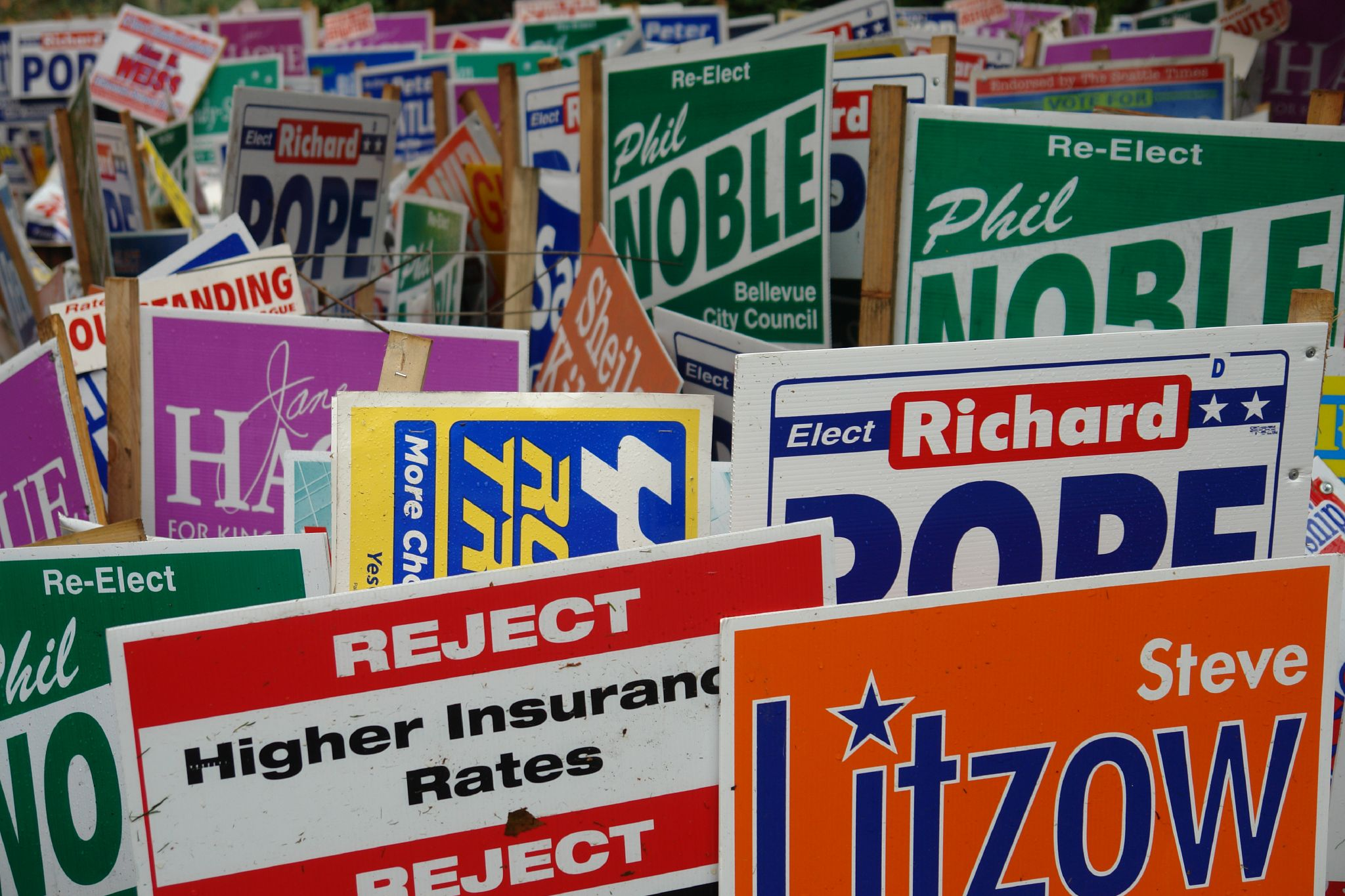
تابلو های کارزار انتخاباتی، ایالات متحده

مشاور سیاسی (انگلیسی: Political consulting) نوعی از مشاغل مشاوره است که عمدتاً شامل ارائه کمک به کمپین‌های سیاسی می‌شود. گرچه مهمترین نقش مشاوران سیاسی بحث و جدل رسانه ای و تولید برنامه‌های سیاسی در تلویزیون و رسانه‌های گروهی می‌باشد، ولی اغلب کمپین‌هایی را برای سایر فعالیت‌ها نیز توصیه می‌کنند، که برای نمونه می‌توان به تحقیقات گسترده در خصوص طرف مخالف یا ارائه استراتژی برای جذب رأی دهندگان حریف اشاره کرد.

## ماهیت کار
مشاوران سیاسی گاهی اوقات به عنوان استراتژیست‌های سیاسی،یک مشاور ارشد که نامزد انتخاباتی خاص یا منافع گروه‌های خاص را تبلیغ می‌کنند، عمل می‌کنند. این امر با برنامه ریزی استراژی‌های مبارزات انتخاباتی، هماهنگی کارمندان کمپین و ترتیب دادن رویدادهایی برای تبلیغ نامزدها شکل می‌گیرد. 
در سال‌های اخیر، رایزنی سیاسی در سراسر جهان به امری عادی تبدیل شده و دامنه فعالیت خود را به فعالیت‌های تبلیغاتی در تمام سطوح دولتی گسترش داده‌است. بسیاری از مشاوران نه تنها برای کمپین‌ها، بلکه برای حزب‌های سیاسی و کمیته‌های اقدامات سیاسی نیز کار می‌کنند، درحالی که برخی از آن‌ها بر روابط عمومی و کارهای تحقیقاتی تمرکز دارند.

## مشاوران سیاسی سرشناس
- جیمز کارویل
- نوت گینگریچ
- جوزف ناپولیتن
- دوید اچ سایرز
- جان سانتانا